# Kurt Feldtblad
Kurt Allan Evert Feldtblad, född 17 maj 1921 i Slöinge församling, Hallands län, död 29 mars 2006 i Vellinge-Månstorps församling, Skåne län
,, var en svensk frivillig soldat i Operation Overlord. 
Feldtblad skrev, tillsammans med sin bror Walter Feldtblad boken Krigshjältarna om sina upplevelser. År 2002 sände TV4 dokumentären Svensken vid Omaha Beach som skildrar Feldtblads upplevelser under andra världskriget.
Feldtblad är gravsatt i Vellinge-Månstorps församling.